# Štěpán Novotný
Štěpán Novotný (* 21. September 1990 in Prag, Tschechoslowakei) ist ein ehemaliger tschechischer Eishockeyspieler, der zuletzt beim HC Oceláři Třinec in der tschechischen Extraliga unter Vertrag stand.     

## Karriere
Štěpán Novotný begann seine Karriere als Eishockeyspieler in seiner Heimatstadt in der Nachwuchsabteilung des HC Sparta Prag, in der er bis 2005 aktiv war. Anschließend ging er in die USA, wo er zwei Jahre lang für die High-School-Mannschaft Shattuck St. Mary’s auflief sowie ein Jahr lang für die Indiana Ice in der Juniorenliga United States Hockey League spielte. Daraufhin erhielt der Flügelspieler einen Vertrag bei den Kelowna Rockets aus der kanadischen Juniorenliga Western Hockey League, die ihn beim CHL Import Draft 2008 in der erstrn Runde an Position 24 ausgewählt hatten. Mit den Rockets gewann er in der Saison 2008/09 auf Anhieb den Ed Chynoweth Cup, die Meisterschaft der WHL. Nachdem er auch die folgende Spielzeit in Kelowna begonnen hatte, spielte er eineinhalb Jahre für deren Ligarivalen Swift Current Broncos. 
Zur Saison 2011/12 wurde Novotný vom HC Lev Poprad aus der Kontinentalen Hockey-Liga verpflichtet. Bei der 2:4-Heimniederlage gegen den HK Metallurg Magnitogorsk am 12. September 2011 stand er erstmals im Aufgebot des HC Lev Poprad in der KHL.
Ab September 2012 stand Novotný bei den Bílí Tygři Liberec in der Extraliga unter Vertrag, ehe er im Saisonverlauf an den HC Košice abgegeben wurde. Anschließend spielte er für den HC Plzeň und den HC Kometa Brno, mit letzterem wurde er 2014 tschechischer Vizemeister. Zwischen 2014 und 2017 spielte er hauptsächlich für den MsHK Žilina in der slowakischen Extraliga, anschließend etwas mehr als ein Jahr für den HC Nové Zámky. In den Spielzeiten 2018/19 und 2019/20 stand er beim HC Oceláři Třinec und hatte auch eine Spielberechtigung für den Zweitligisten HC Frýdek-Místek. Mit Třinec gewann er 2019 die tschechische Meisterschaft. Im Dezember 2020 beendete er seine Karriere, nachdem er in 10 Jahren 4 Gehirnerschütterungen erlitten hatte. Heute leitet er ein Fitnessstudio in Prag.

### International
Für Tschechien nahm Novotný an der U18-Junioren-Weltmeisterschaft 2007 sowie den U20-Junioren-Weltmeisterschaften 2009 und 2010 teil.

## Erfolge und Auszeichnungen
- 2009 Ed-Chynoweth-Cup-Gewinn mit den Kelowna Rockets
- 2014 Tschechischer Vizemeister mit dem HC Kometa Brno
- 2019 Tschechischer Meister mit dem HC Oceláři Třinec

## Karrierestatistik

### International
Vertrat Tschechien bei:
- U18-Junioren-Weltmeisterschaft 2007
- U20-Junioren-Weltmeisterschaft 2009
- U20-Junioren-Weltmeisterschaft 2010

(Legende zur Spielerstatistik: Sp oder GP = absolvierte Spiele; T oder G = erzielte Tore; V oder A = erzielte Assists; Pkt oder Pts = erzielte Scorerpunkte; SM oder PIM = erhaltene Strafminuten; +/− = Plus/Minus-Bilanz; PP = erzielte Überzahltore; SH = erzielte Unterzahltore; GW = erzielte Siegtore; 1 Play-downs/Relegation; Kursiv: Statistik nicht vollständig)